# 索尔 (朗德省)
索尔（法語：Sore，法語發音：[sɔʁ] ⓘ）是法国朗德省的一个市镇，属于蒙德马桑区。

## 地理
索尔（44°19'25"N, 0°34'52"W）面积147.72 平方千米，位于法国新阿基坦大区朗德省，该省份为法国西南部沿海省份，是法國本土面积第二大的省，北起吉倫特省，西临大西洋，南至大西洋比利牛斯省，东临热尔省，东北与洛特-加龍省接壤。
与索尔接壤的市镇（或旧市镇、城区）包括：布里代、圣桑福里安、阿尔热卢斯、贝拉德、吕克塞、皮索斯、特朗萨克、萨布尔。

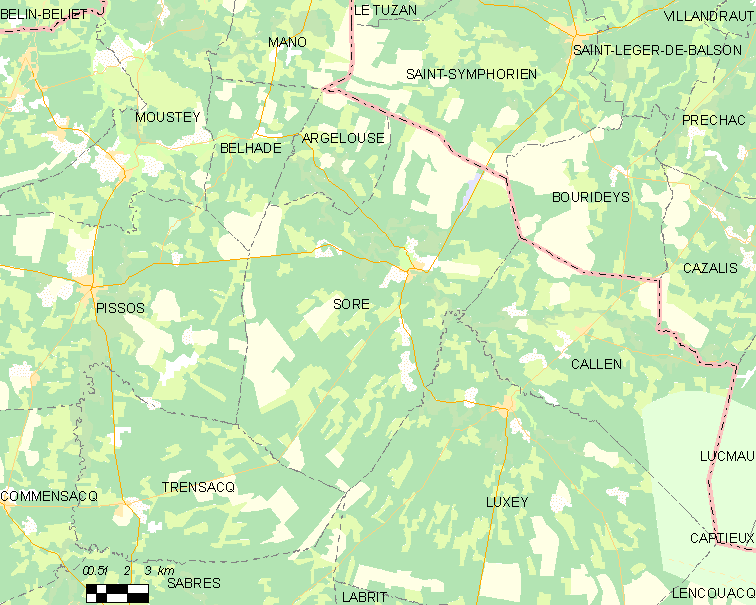
的OSM定位图

索尔的时区为UTC+01:00、UTC+02:00（夏令时）。

## 行政
索尔的邮政编码为40430，INSEE市镇编码为40307。

## 政治
索尔所属的省级选区为上朗德-阿马尼亚克县。

## 人口

1962-2008年间人口变化图示

索尔于2022年1月1日时的人口数量为1162人。